# Herb województwa łódzkiego

Herb województwa łódzkiego

Herb województwa łódzkiego – symbol województwa łódzkiego. Herb województwa łódzkiego to tarcza trójdzielna w słup. W polu pierwszym złotym od głowicy umieszczony jest połulew czerwony, w polu drugim czerwonym od głowicy zwrócone ku sobie: połuorzeł srebrny i połuorzeł czarny, od podstawy – orzeł czarny niekoronowany z majuskułową złotą literą R na piersi, w polu trzecim złotym od głowicy: połulew czerwony. Na głowy hybryd heraldycznych nałożone są złote korony. Szpony i dzioby orłów złote, języki lwów czerwone.
Herb został ustanowiony uchwałą sejmiku w dniu 25 czerwca 2002 r..
Przed ustanowieniem obecnego herbu województwo posługiwało się bezprawnie wizerunkiem herbu powiatu łęczyckiego.

## Symbolika
Autorem projektu jest dr Marek Adamczewski z Uniwersytetu Łódzkiego. Projekt ten nawiązuje do historycznej przynależności ziem składowych województwa. W nietypowym układzie heraldycznym (pasy barwne zamiast podziału tarczy) przedstawia aż dwie hybrydy kujawskie (herb Piastów z linii kujawskiej – połuorzeł-połulew). Wystąpiły one tu w dwóch odmianach barwnych, nawiązujących do dawnych herbów ziemskich województw sieradzkiego i łęczyckiego oraz dodatkowo czarnego nieukoronowanego orła z literą R na piersi (XVI-wieczne godło województwa rawskiego na Mazowszu, którego tereny w znacznej części leżą dziś w granicach województwa łódzkiego).
Autor projektu celowo ograniczył się do najważniejszych historycznych elementów składowych obecnego województwa łódzkiego, wyraźnie je różnicując (herb rawski jest w mniej zaszczytnym miejscu, niż obie hybrydy kujawskie – sieradzka i łęczycka). Uniknął klasycznego podziału tarczy, obcego polskiej heraldyce ziemskiej. Pominięte zostały mniej znaczące terytorialnie składniki obecnego województwa, np. herb wieluński i kaliski. Zastosowany barwny pas nawiązuje do staropolskiej tradycji różnicowania barw hybryd kujawskich dla 4 województw kujawskich i środkowopolskich. Chodziło oczywiście o zachowanie czytelności tej nowej kreacji heraldycznej.
Nie ma tu także bezpośredniego nawiązania do miejskiego godła Łodzi. Tylko żółto-czerwone barwy pasów oraz nowoczesna, XX-wieczna stylizacja zwierząt heraldycznych wskazują na rolę miasta oraz okres jego świetności jako ośrodka przemysłowego i stolicy województwa (od 1919 r.).

## Projekt herbu w II Rzeczypospolitej

Herb województwa łódzkiego II Rzeczypospolitej

Projekt herbu województwa łódzkiego z 1928 r. zawierał na tarczy czwórdzielnej w krzyż historyczne herby województw łęczyckiego, sieradzkiego, kaliskiego i ziemi wieluńskiej. "Tarcza dwudzielna – w polu górnym prawym dwudzielnym, ze strony prawej, pół lwa czerwonego na białym polu, ze strony lewej, pół orła białego na czerwonym polu, korona złota obydwie głowy tych zwierząt opasuje. W polu górnym lewym żubrza głowa, między której rogami korona, pierścień przez nozdrza jej, pole wszystko szachowane białe i czerwone. W polu dolnym prawym baranek z chorągiewką i z kielichem w czerwonym polu. W polu dolnym lewym dwudzielnym ze strony prawej pół lwa czerwonego w polu złotym, ze strony lewej pół orła czarnego w polu czerwonym, korona złota obydwie głowy tych zwierząt opasuje."